# 弗莱塞勒
弗莱塞勒（法語：Flesselles，法語發音：[flɛsɛl]）是法国上法蘭西大區索姆省的一个市镇，属于亚眠区。

## 地理
弗莱塞勒（50°0'5"N, 2°15'36"E）面积20.49 平方千米，位于法国上法蘭西大區索姆省，该省份为法国北部沿海省份，北起加来海峡省和北部省，西接滨海塞纳省和大西洋英吉利海峡，南至瓦兹省，东临埃纳省。
与弗莱塞勒接壤的市镇（或旧市镇、城区）包括：瓦尔尼、贝尔唐格勒、阿韦尔纳、蒙通维莱尔、纳乌尔、沃昂纳米耶努瓦、维尼亚库尔、维莱博卡日。
弗莱塞勒的时区为UTC+01:00、UTC+02:00（夏令时）。

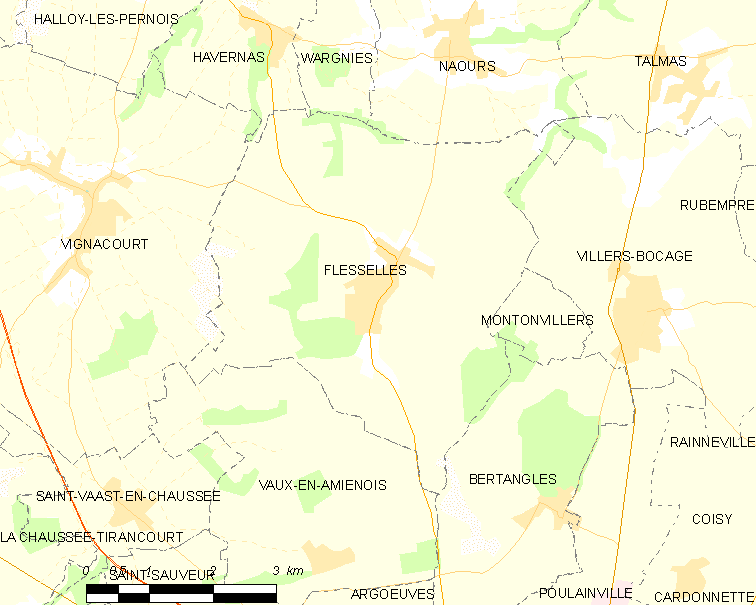
弗莱塞勒的OSM定位图

## 行政
弗莱塞勒的邮政编码为80260，INSEE市镇编码为80316。

## 政治
弗莱塞勒所属的省级选区为弗利克斯库尔县。

## 人口

1962-2008年间弗莱塞勒人口变化图示

弗莱塞勒于2022年1月1日时的人口数量为1956人。